# Ronde van Frankrijk 1998
De 85e editie van de Ronde van Frankrijk ging van start op 11 juli 1998 in Dublin. Hij eindigde op 2 augustus in Parijs. Er stonden 189 renners verdeeld over 21 ploegen aan de start. Deze Tour zou bekend komen te staan als de Tour de Dopage. Marco Pantani werd eindwinnaar - beste Nederlander was Michael Boogerd op de vijfde plaats, beste Belg Axel Merckx eindigde eveneens in de top 10 op de tiende plaats. Slechts 96 van de 189 gestarte renners reden deze Tour uit.

## Algemene gegevens
- Aantal ritten: 21
- Totale afstand: 3860 km
- Gemiddelde snelheid: 39,983 km/u
- Aantal deelnemers: 189
- Aantal uitgevallen: 93

## Doping
Omwille van aantal dopingschandalen werd deze Ronde van Frankrijk een van de meest geruchtmakende wielerwedstrijden ooit. Hij kreeg dan ook de bijnaam  "Le Tour de Dopage” of "Le Tour Noir". Zo werd een ploeg uit de wedstrijd gezet: het Franse Festina. Het Nederlandse TVM stapte zelf af. Daarnaast stapte menig Spaanse team op. ONCE en Banesto deden dit samen met het Italiaanse Riso Scotti maar Kelme en Vitalicio Seguros weigerden. Verder was er halfweg de zeventiende etappe een rennersstaking waarbij alle renners hun rugnummers verwijderden. Deze staking was het gevolg van het optreden van de Franse justitie.
In 2013 onthulde een Franse senaatscommissie dat uit nieuw onderzoek bleek dat minstens achttien renners epo hadden genomen, onder wie Pantani en Ullrich.

## Belgische en Nederlandse prestaties
In totaal namen er 12 Belgen en 11 Nederlanders deel aan de Tour van 1998.

### Belgische etappezeges
- Tom Steels won de 1e etappe van Dublin naar Dublin, de 12e etappe van Tarascon-sur-Ariège naar Le Cap d’Agde, de 18e etappe van Aix-les-Bains naar Neuchâtel en de 21e etappe van Melun naar Parijs, Champs Elysées.

### Nederlandse etappezeges
- Jeroen Blijlevens won de 4e etappe van Plouay naar Chôlet.
- Léon van Bon won de 9e etappe van Montauban naar Pau.

## Etappe-overzicht
| datum   | etappe  | route                                 | afstand  | winnaar                            | ploeg                              | klassementsleider |
| ------- | ------- | ------------------------------------- | -------- | ---------------------------------- | ---------------------------------- | ----------------- |
| 11 juli | Proloog | Dublin (ITT)                          | 5,6 km   | Chris Boardman                     | Gan                                | Chris Boardman    |
| 12 juli | 1       | Dublin - Dublin                       | 180,5 km | Tom Steels                         | Mapei                              | Chris Boardman    |
| 13 juli | 2       | Enniscorthy - Cork                    | 205,5 km | Ján Svorada                        | Mapei                              | Erik Zabel        |
| 14 juli | 3       | Roscoff - Lorient                     | 169 km   | Jens Heppner                       | Team Deutsche Telekom              | Bo Hamburger      |
| 15 juli | 4       | Plouay - Cholet                       | 252 km   | Jeroen Blijlevens                  | TVM                                | Stuart O'Grady    |
| 16 juli | 5       | Cholet - Châteauroux                  | 228,5 km | Mario Cipollini                    | Saeco                              | Stuart O'Grady    |
| 17 juli | 6       | La Châtre - Brive-la-Gaillarde        | 204,5 km | Mario Cipollini                    | Saeco                              | Stuart O'Grady    |
| 18 juli | 7       | Meyrignac - Corrèze (ITT)             | 58 km    | Jan Ullrich                        | Team Deutsche Telekom              | Jan Ullrich       |
| 19 juli | 8       | Brive-la-Gaillarde - Montauban        | 190,5 km | Jacky Durand                       | Casino                             | Laurent Desbiens  |
| 20 juli | 9       | Montauban - Pau                       | 210 km   | Léon van Bon                       | Rabobank                           | Laurent Desbiens  |
| 21 juli | 10      | Pau - Luchon                          | 196,5 km | Rodolfo Massi                      | Casino                             | Jan Ullrich       |
| 22 juli | 11      | Luchon - Plateau de Beille            | 170 km   | Marco Pantani                      | Mercatone Uno                      | Jan Ullrich       |
| 23 juli | Rustdag | Rustdag                               | Rustdag  | Rustdag                            | Rustdag                            | Rustdag           |
| 24 juli | 12      | Tarascon-sur-Ariège - Cap d'Agde      | 222 km   | Tom Steels                         | Mapei                              | Jan Ullrich       |
| 25 juli | 13      | Frontignan - Carpentras               | 196 km   | Daniele Nardello                   | Mapei                              | Jan Ullrich       |
| 26 juli | 14      | Valréas - Grenoble                    | 186,5 km | Stuart O'Grady                     | Gan                                | Jan Ullrich       |
| 27 juli | 15      | Grenoble - Les Deux Alpes             | 189 km   | Marco Pantani                      | Mercatone Uno                      | Marco Pantani     |
| 28 juli | 16      | Vizille - Albertville                 | 204 km   | Jan Ullrich                        | Team Deutsche Telekom              | Marco Pantani     |
| 29 juli | 17      | Albertville - Aix-les-Bains           | 149 km   | geneutraliseerd ivm rennersstaking | geneutraliseerd ivm rennersstaking | Marco Pantani     |
| 30 juli | 18      | Aix-les-Bains - Neuchâtel             | 218,5 km | Tom Steels                         | Mapei                              | Marco Pantani     |
| 31 juli | 19      | La Chaux-de-Fonds - Autun             | 242 km   | Magnus Bäckstedt                   | Gan                                | Marco Pantani     |
| 1 aug.  | 20      | Montceau-les-Mines - Le Creusot (ITT) | 52 km    | Jan Ullrich                        | Team Deutsche Telekom              | Marco Pantani     |
| 2 aug.  | 21      | Melun - Parijs: Champs Elysées        | 147,5 km | Tom Steels                         | Mapei                              | Marco Pantani     |

## Klassementsleiders na elke etappe
| Etappe  | Gele trui                                                                 | Groene trui                                                               | Bolletjestrui                                                             | Witte trui                                                                | Ploegen                                                                   |
| Proloog | Chris Boardman                                                            | Chris Boardman                                                            | niet uitgereikt                                                           | Jan Ullrich                                                               | Festina                                                                   |
| 1       | Chris Boardman                                                            | Tom Steels                                                                | Stefano Zanini                                                            | Jan Ullrich                                                               | Festina                                                                   |
| 2       | Erik Zabel                                                                | Tom Steels                                                                | Stefano Zanini                                                            | Jan Ullrich                                                               | Festina                                                                   |
| 3       | Bo Hamburger                                                              | Ján Svorada                                                               | Pascal Hervé                                                              | George Hincapie                                                           | Casino                                                                    |
| 4       | Stuart O'Grady                                                            | Ján Svorada                                                               | Pascal Hervé                                                              | Stuart O'Grady                                                            | Casino                                                                    |
| 5       | Stuart O'Grady                                                            | Erik Zabel                                                                | Pascal Hervé                                                              | Stuart O'Grady                                                            | Casino                                                                    |
| 6       | Stuart O'Grady                                                            | Erik Zabel                                                                | Pascal Hervé                                                              | Stuart O'Grady                                                            | Casino                                                                    |
| 7       | Jan Ullrich                                                               | Erik Zabel                                                                | Stefano Zanini                                                            | Jan Ullrich                                                               | Team Deutsche Telekom                                                     |
| 8       | Laurent Desbiens                                                          | Erik Zabel                                                                | Stefano Zanini                                                            | Jan Ullrich                                                               | Cofidis                                                                   |
| 9       | Laurent Desbiens                                                          | Erik Zabel                                                                | Jens Voigt                                                                | Jan Ullrich                                                               | Cofidis                                                                   |
| 10      | Jan Ullrich                                                               | Erik Zabel                                                                | Rodolfo Massi                                                             | Jan Ullrich                                                               | Cofidis                                                                   |
| 11      | Jan Ullrich                                                               | Erik Zabel                                                                | Rodolfo Massi                                                             | Jan Ullrich                                                               | Cofidis                                                                   |
| 12      | Jan Ullrich                                                               | Erik Zabel                                                                | Rodolfo Massi                                                             | Jan Ullrich                                                               | Cofidis                                                                   |
| 13      | Jan Ullrich                                                               | Erik Zabel                                                                | Rodolfo Massi                                                             | Jan Ullrich                                                               | Cofidis                                                                   |
| 14      | Jan Ullrich                                                               | Erik Zabel                                                                | Rodolfo Massi                                                             | Jan Ullrich                                                               | Cofidis                                                                   |
| 15      | Marco Pantani                                                             | Erik Zabel                                                                | Rodolfo Massi                                                             | Jan Ullrich                                                               | Cofidis                                                                   |
| 16      | Marco Pantani                                                             | Erik Zabel                                                                | Rodolfo Massi                                                             | Jan Ullrich                                                               | Cofidis                                                                   |
| 17      | etappe geneutraliseerd wegens rennersstaking, geen klassementen opgemaakt | etappe geneutraliseerd wegens rennersstaking, geen klassementen opgemaakt | etappe geneutraliseerd wegens rennersstaking, geen klassementen opgemaakt | etappe geneutraliseerd wegens rennersstaking, geen klassementen opgemaakt | etappe geneutraliseerd wegens rennersstaking, geen klassementen opgemaakt |
| 18      | Marco Pantani                                                             | Erik Zabel                                                                | Christophe Rinero                                                         | Jan Ullrich                                                               | Cofidis                                                                   |
| 19      | Marco Pantani                                                             | Erik Zabel                                                                | Christophe Rinero                                                         | Jan Ullrich                                                               | Cofidis                                                                   |
| 20      | Marco Pantani                                                             | Erik Zabel                                                                | Christophe Rinero                                                         | Jan Ullrich                                                               | Cofidis                                                                   |
| 21      | Marco Pantani                                                             | Erik Zabel                                                                | Christophe Rinero                                                         | Jan Ullrich                                                               | Cofidis                                                                   |

## Eindklassementen
| Eindklassement      | Eindklassement     | Eindklassement | Eindklassement |
| ------------------- | ------------------ | -------------- | -------------- |
| Algemeen klassement | Marco Pantani      | 92u 49' 46"    |                |
| Tweede              | Jan Ullrich        | + 3' 21"       |                |
| Derde               | Bobby Julich       | + 4' 08"       |                |
| Vierde              | Christophe Rinero  | + 9' 16"       |                |
| Vijfde              | Michael Boogerd    | + 11' 26"      |                |
| Zesde               | Jean-Cyril Robin   | + 14' 57"      |                |
| Zevende             | Roland Meier       | + 15' 13"      |                |
| Achtste             | Daniele Nardello   | + 16' 07"      |                |
| Negende             | Giuseppe Di Grande | + 17' 35"      |                |
| Tiende              | Axel Merckx        | + 17' 39"      |                |
| Rode Lantaarn       | Damien Nazon (96e) | + 3h 12' 15"   |                |
| Puntenklassement    | Erik Zabel         | 305 punten     |                |
| Tweede              | Stuart O'Grady     | 200 punten     |                |
| Derde               | Tom Steels         | 186 punten     |                |
| Bergklassement      | Christophe Rinero  | 200 punten     |                |
| Tweede              | Marco Pantani      | 175 punten     |                |
| Derde               | Alberto Elli       | 165 punten     |                |
| Jongerenklassement  | Jan Ullrich        | 92h 53' 07"    |                |
| Tweede              | Christophe Rinero  | + 5' 55"       |                |
| Derde               | Giuseppe Di Grande | + 14' 14"      |                |
| Ploegenklassement   | Cofidis            | 267h 16' 10"   |                |
| Tweede              | Casino             | + 29' 09"      |                |
| Derde               | US Postal          | + 41' 40"      |                |

 winnaars gele trui · 
 puntenklassement · 
 bergklassement · 
 jongerenklassement · 
 tussensprintklassement · 
 combinatieklassement · 
 ploegenklassement · 
 strijdlust · 
rode lantaarn
records · meeste deelnames · ranglijst etappewinnaars · bekende beklimmingen · valpartijen · dopinggevallen · Grand Départ · Souvenir Henri Desgrange
1903 · 
1904 · 
1905 · 
1906 · 
1907 · 
1908 · 
1909 · 
1910 · 
1911 · 
1912 · 
1913 · 
1914 ·
1915 ·
1916 ·
1917 ·
1918 · 
1919 · 
1920 · 
1921 · 
1922 · 
1923 · 
1924 · 
1925 · 
1926 · 
1927 · 
1928 · 
1929 · 
1930 · 
1931 · 
1932 · 
1933 · 
1934 · 
1935 · 
1936 · 
1937 · 
1938 · 
1939 · 
1940 ·
1941 ·
1942 ·
1943 ·
1944 ·
1945 ·
1946 ·
1947 · 
1948 · 
1949 · 
1950 · 
1951 · 
1952 · 
1953 · 
1954 · 
1955 · 
1956 · 
1957 · 
1958 · 
1959 · 
1960 · 
1961 · 
1962 · 
1963 · 
1964 · 
1965 · 
1966 · 
1967 · 
1968 · 
1969 · 
1970 · 
1971 · 
1972 · 
1973 · 
1974 · 
1975 · 
1976 · 
1977 · 
1978 · 
1979 · 
1980 · 
1981 · 
1982 · 
1983 · 
1984 · 
1985 · 
1986 · 
1987 · 
1988 · 
1989 · 
1990 · 
1991 · 
1992 · 
1993 · 
1994 · 
1995 · 
1996 · 
1997 · 
1998 · 
1999 · 
2000 · 
2001 · 
2002 · 
2003 · 
2004 · 
2005 · 
2006 · 
2007 · 
2008 · 
2009 · 
2010 · 
2011 · 
2012 · 
2013 · 
2014 · 
2015 · 
2016 · 
2017 · 
2018 · 
2019 ·
2020 · 
2021 · 
2022 · 
2023 · 
2024 · 
2025